# مسجد برسطن لانكاشير
مسجد برسطن لانكاشير، (بالإنجليزية: Preston Lancashire Mosque)‏، تم بناءة مدينة برسطن وسط مقاطعة لانكشير سنة 1984،، وأكثر المهاجرين إليها كانوا من باكستان والهند.

## المصمم
صمم المسجد وشيده المهندس توماس هارغريفز، وهو في السنوات الأخيرة من عمره. وكما العديد من المساجد في تلك الفترة الزمنية، بدأ المصلى في منزل ثم هدم وبني الجامع الذي جمعت هندسته بين الفن المعماري الإنجليزي القروسطي ولمسات من فن العمارة الإسلامي.